# Волейбольная площадка
Волейбольная площадка — ровная и строго горизонтальная площадь прямоугольной формы, ограниченная разметкой, являющаяся местом проведения волейбольных матчей.
Покрытие площадки может быть деревянным, пластиковым, из специальной смеси (теннисит) или земляным.
Размер площадки 18 метров в длину и 9 метров в ширину. Площадка разделена на две части размером 9×9 метров с помощью сетки метровой ширины. Сетка расположена таким образом, что её высшая точка находится на высоте 2,43 метра от земли на мужских соревнованиях и 2,24 метра — на женских (высота может изменяться для соревнований ветеранов и юниоров).
С двух сторон сетка ограничена двумя вертикальными антеннами, которые являются продолжением боковой линии площадки и определяют разрешённое правилами пространство игры мячом.
Параллельно сетке на расстоянии трёх метров с каждой стороны от неё проводятся линии, называемые линиями атаки.
Площадка окружена свободным пространством (так называемая свободная зона), имеющим сбоку от 3 до 5 метров, спереди-сзади от 5 до 8 метров и по высоте 7 до 12,5 метра, на официальных соревнованиях FIVB. Игроки могут входить в свободную зону и играть в её пределах после подачи мяча. 
Все линии, обозначающие границы командных площадок и зоны атаки, наносятся в пределах размеров площадки и, следовательно, являются её частью. Ширина линии разметки — 50 мм.

## Пляжный волейбол
Игра проводится на песке; с 1999 года согласно решению FIVB размер площадки составляет 16 метров в длину и 8 метров в ширину.